# Almár György
Almár György, eredetileg Fränkel György (Budapest, 1895. március 2. – Budapest, 1974. január 16.) építész, iparművész, festő, grafikus. Felesége Veszprémi Lili (1901–1982) zenepedagógus, gyermeke Almár Iván (1932) csillagász, űrkutató. 

## Életpályája
Szülei Fränkel Lipót kisvárdai születésű ügyvéd és Rosenthal Gabriella voltak. Korán kezdett el festeni, már gyerekkorából maradtak fenn képei. Érettségi után bevonult katonának, aztán tüzérként végigharcolta az első világháborút. 1920-ban a budapesti József Műegyetemen szerzett építészmérnöki oklevelet, majd 1923-ig Berlinben dolgozott. Itt eleinte festészeti tanulmányokat folytatott, később Bruno Paul építészeti irodájában helyezkedett el, ahol módja nyílt megismerkedni a modern funkcionalista belsőépítészettel.
1923-ban hazatért, és Ligeti Pál irodájában dolgozott közel két évig. 1924-ben önállósította magát, saját tervezőirodát nyitott. 1927-ben lakásművészeti terveit (Fiora Margit kerámiáinak társaságában) a Mentor könyvesbolt kiállításán mutatta be. A Mentor könyvkereskedés körül szerveződő modern művészeti csoport mellett a KÚT (Képzőművészek Új Társasága) és a Magyar Műhely-Szövetség munkájába is bekapcsolódott.
1928. július 21-én Budapesten házasságot kötött Veszprémi (Rothauser) Arnold és Garai Fáni, Alice (Lili) nevű lányával.
A Magyar Műhely-Szövetség 1932-ben a Kézművesipari Kiállításon saját tervezésű, költséghatékonyan megvalósítható és funkcionálisan újszerű, egyterű családi házat mutatott be. Az épületet Beutum János tervezte, a bútorokat pedig Almár György.
Almár György elsősorban kisebb épületek, családi házak és bútorok tervezésével foglalkozott, a korszerű lakberendezéssel kapcsolatos elképzelései, tervei több szakkönyvben jelentek meg az 1930-as években. Komplex szemléletére jellemző, hogy bútortervezés mellett dekoratív falfestéseket, fali tapétaképeket is készített.
A második világháború után az Építéstudományi Intézet, az Építésügyi Minisztérium, majd a Lakóterv munkatársa lett. Szerkesztője volt (Major Máté mellett) az Építés–Építészet című folyóiratnak. 1955-ben nyugdíjba vonult, és életének hátralevő közel két évtizedét a festészetnek szentelte. Természetközeli tájképek, csendéletek után lépésről lépésre tért át az absztrakt ábrázolásmódra. Festőművészként számos hazai és külföldi kiállításon szerepelt.
1968-ban alapítója, majd élete végégig elnöke volt az Építők Műszaki Klubjában működő Művészetbarátok Körének. Képei megtalálhatóak többek között a Magyar Nemzeti Galéria, Miskolci Galéria és Szombathelyi Képtár gyűjteményében.

## Szakirodalmi művei
- A nagy hármas egység: külső-, belső architektúra, dekoratív festészet (Europa Irodalmi és Nyomdai Rt., Budapest, 1924)
- Anyagszerűség (Képzőművészet, 1934. november)
- A mai otthon írásban és képben (Magyar Műhely-Szövetség, Budapest, 1933)
- Kombinált szoba – kombinált bútor (Szathmáryné Bánó Vilma, Budapest, 1936)
- Lakás és bútor (Szathmáryné Bánó Vilma, Budapest, 1938)
- A lakásberendezés új irányelvei (Faipar, 1958. (8. évf.) 8-9. sz. 230-238. old.)
- A dolgozó nő otthon (Dr. Bencsáth Aladárnéval és Vándor Györgyivel közösen, Táncsics Könyvkiadó, Budapest, 1961)
- Mi teszi széppé a lakást? (Táncsics Könyvkiadó, Budapest, 1963)
- Kép és képi ornamentika a lakásban (Bercsényi, az Építőipari és Közlekedési Műszaki Egyetem Rózsa Ferenc Kollégiumának lapja, III. évf. 4-5. szám, 1965)
- A modern lakberendezés a két világháború között (Ipari Művészet, 1970. 4. sz.)